# Parábola do Grão de Mostarda

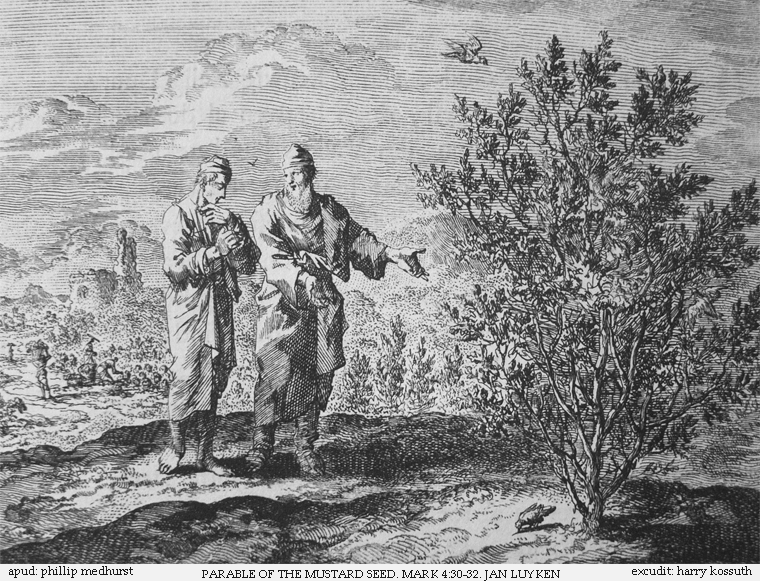
Parábola do Grão de Mostarda.

A Parábola do Grão de Mostarda é uma das menores Parábolas de Jesus. Ele aparece nos três evangelhos sinóticos do Novo Testamento. As diferenças entre Mateus 13:31–32, Marcos 4:30–32 e Lucas 17: 5-6, são pequenas e as três parábolas podem ser derivadas da mesma fonte.
Uma versão da parábola também ocorre no apócrifo Evangelho de Tomé. 

## Narrativa bíblica
Em Mateus:
| “ | «Mais outra parábola lhes propôs, dizendo: O reino dos céus é semelhante a um grão de mostarda, que um homem tomou e plantou no seu campo; o qual grão é, na verdade, a menor de todas as sementes, mas depois de crescido, é a maior das hortaliças e faz-se árvore, de tal modo que as aves do céu vêm pousar nos seus ramos.» (Mateus 13:31–32) | ” |

Em Marcos:
| “ | «Ainda disse: A que assemelharemos o reino de Deus, ou com que parábola o representaremos? É como um grão de mostarda, que, quando semeado na terra, embora seja menor que todas as sementes que há na terra, contudo depois de semeado, cresce e se torna a maior de todas as hortaliças, e deita grandes ramos, de tal modo que as aves do céu podem pousar à sua sombra.» (Marcos 4:30–32) | ” |

Em Lucas:
| “ | «Disse, pois: A que é semelhante o reino de Deus, e a que o compararei? É semelhante a um grão de mostarda, que um homem tomou e plantou na sua horta, e que cresceu e fez-se árvore; e as aves do céu pousaram nos seus ramos.» (Lucas 13:18–19) | ” |

## Evangelho de Tomé
No Evangelho de Tomé, a narrativa é:
| “ | 20. Disseram os discípulos a Jesus: Dize-nos, a que se assemelha o Reino do céus? Respondeu-lhes ele: Ele é semelhante a um grão de mostarda, que é menor que todas as sementes; mas, quando cai em terra, que o homem trabalha, produz um broto e se transforma num abrigo para as aves do céu. | ” |
|   | — Evangelho de Tomé 20. |   |

## Interpretação
A planta aqui referida é geralmente considerada como mostarda-preta, uma grande planta anual de até 1,2 metros de altura, mas que cresce, proverbialmente, de uma pequena semente (esta pequenez é também usada para se referir à fé (Mateus 17:20; Lucas 17:6). De acordo com fontes rabínicas, os judeus não cultivavam a planta em jardins e isso é consistente com a descrição de Mateus, que diz que cresce em um campo. Lucas escreve a parábola com a planta em um jardim em vez de um campo; presume-se que a história foi reformulada para um público fora da Palestina .
I. Howard Marshall escreveu que a parábola "sugere que o crescimento do reino de Deus a partir de um minúsculo começo até o tamanho do mundo inteiro". A Parábola do Fermento (que nos Evangelhos de Mateus e Lucas é a próxima) compartilham o tema de grande crescimento a partir de pequenos começos. Tal como acontece com na Parábola do Semeador, que em Mateus e Marcos ocorre antes, no mesmo capítulo, o homem semeando representa Jesus e as plantas são o Reino de Deus.
A nidificação de aves pode se referir a textos do Antigo Testamento que enfatizam o alcance universal do império de Deus, como em Daniel 4:12. No entanto,é pouco provável que uma planta da mostarda atraia pássaros nidificando, de modo que "Jesus parece deliberadamente enfatizar a noção de surpreendente extravagância em sua analogia". Outros escritores têm sugerido que os pássaros representam os gentios que procuram refúgio em Israel ou "pecadores" e os cobradores de impostos com os quais Jesus foi criticado por ter se associado .
Há um elemento "escandaloso e subversivo" nesta parábola, pois o crescimento rápido da mostarda faz dela uma "erva daninha" com "perigosas propriedades ocupacionais". Plínio, o Velho, em sua "História Natural" (publicada por volta de 78 d.C.) escreve que "mostarda... é extremamente benéfica para a saúde. Ela cresce inteiramente selvagem, embora possa ser aprimorada com o transplante: mas, por outro lado, uma vez que ela foi semeada, é raramente possível tornar o campo livre dela novamente, pois a semente, quando cai, germina imediatamente".
Ben Witherington escreve que Jesus poderia ter escolhido uma árvore verdadeira para a parábola (e não um arbusto), e que a planta da mostarda demonstra que "Embora o domínio tenha parecido pequeno como uma semente durante o ministério de Jesus, ele iria inexoravelmente crescer até se tornar algo grande e firmemente enraizado, onde alguns encontrariam abrigo e outros achariam detestável e tentariam erradicar".
A Bíblia de Jerusalém comenta essa Parábola por meio de um nota de rodapé  a Mateus 13:31–33 que afirma que: "Como o grão de mostarda e o fermento, o Reino tem começo modesto, mas grande e repentino desenvolvimento."
A Edição Pastoral da Bíblia comenta a passagem por meio de um nota de rodapé a Marcos 4:30–34, que afirma que: "Diante das estruturas e ações deste mundo, a atividade de Jesus e daqueles que o seguem parece impotente, e mesmo ridícula. Mas ela crescerá, até atingir o mundo inteiro."
A Bíblia do Peregrino comenta essa Parábola por meio de nota de rodapé a Mateus 13:31–32, Marcos 4:30–32 e Lucas 13:18–21 nas quais observa que:
1. trata-se de outra Parábola, encontrada no Capítulo 13 do Evangelho segundo Mateus que se utiliza de imagem vegetal;
2. a Parábola sublinha a desproporção entre o tamanho de uma semente e a planta que resulta dessa diminuta semente;
3. trata-se de Parábola que tem como objeto o "dinamismo da mensagem evangélica";
4. a referências aos pássaros que fazem ninhos em seus ramos sugerem a entrada de muitos povos no Reino, pois essa árvore acolhedora seria uma imagem do Reino de Deus;
5. quando considerada em conjunto com a Parábola do Fermento, observam-se duas parábolas concisas (comparações simples, sem armação narrativa) que contém uma mensagem de paciência e esperança por meio da ilustração do dinamismo do Reinado de Deus e do anúncio da boa notícia, em um contexto no qual: a primeira contém uma alusão hiperbólica ao cedro magnífico referido em Ezequiel 17:22–24.

A Tradução Ecumênica da Bíblia comenta essa Parábola por de nota de rodapé a Mateus 13:31–32 e Marcos 4:30–32 nas quais observa que:
1. a força da parábola está no contraste entre a pequenez da semente e o esplendor dos resultados, que sugerem a força irresistível (expansão incoercível) do Reino de Deus, cujo poder transformador age secretamente por intermédio das ações e dos ensinamentos de Jesus;
2. trata-se de parábola inspirada em Ezequiel 17:22–24 (ramo cortado que se torna o cedro magnífico), que contém uma mensagem de fé: os modestos gestos de Jesus trarão grandes resultados[15];
3. há um exagero ao dizer que a semente de mostarda é a menor de todas as sementes;
4. embora a mostardeira seja uma hortaliça que pode atingir um certo tamanho, dizer que ela se torna uma árvore é uma hiperbóle;
5. a referência aos pássaros é a referência de que outros povos encontrarão abrigo no Reino de Deus[16];
6. é, em conjunto com a Parábola do Fermento, uma das únicas parábolas relacionadas explicitamente no Evangelho segundo Lucas com o Reino de Deus.